# Јурица Пађен
Јурица Пађен (Загреб, 3. фебруар 1955), југословенски и хрватски музичар и рок певач, један од оснивача група Парни ваљак и Аеродром и члан групе Азра. Током деведесетих година 20. века основао је групу Пађен бенд, а наредне деценије био је члан супергрупе 4 аса, с Рајком Дујмићем, Владом Калембером и Аленом Исламовићем.

## Биографија
Пађен је рођен у Загребу. Одрастао је слушајући Битлсе, који су га и подстакли да се упише у музичку школу. Свирао је класичну гитару, а након завршетка ниже музичке школе почиње да свира и компонује своје прве рокенрол песме. Након дипломирања у музичкој школи прикључио се Групи 220, из које је 1975. настао Парни ваљак. У тој групи остао је три године. По одласку из Парног ваљка, 1978. оснивао је групу Аеродром, с којом је снимио пет студијских албума, а 1987. постао је члан групе Азра, у којој је остао следеће три године.
С Томиславом Шојатом 1994. основао је групу Пађен бенд, која је снимила три студијска албума, један албум намењен иностраном тржишту и компилација највећих хитова. После седам година поново су окупили групу Аеродром, с којом су снимили и крајем 2001. објавили албум На трави.

## Дискографија

### Аеродром
- 1980 — Кад мисли ми врлудају
- 1981 —
- 1982 — Обичне љубавне пјесме
- 1984 — Дукат и прибадаче
- 1986 — Тројица у мраку
- 2001 — На трави
- 2007 —

### Пађен бенд
- 1993 —
- 1995 — Слатка мала ствар
- 1997 — Избрисани графити

### Самостална издања
Јула 2005. издавачка кућа Croatia Records објавила је први Пађенов самостални албум под називом Жицање, с 15 инструментала „за све који воле звук гитаре”.

## Фестивали
Опатија:
- Нисам више онај од прије (Вече рок музике), '80

Фестивал шаљивих шансона, Блато:
- Балада о вјетровима, 2007
- Ко је умро више пута, 2008

Етнофест, Неум:
- Клинчек стоји под облоком (са Неном Беланом и Сингрлицама), 2018

Сплит:
- Бура оре море, 2023
- Ниси завезала шпигете, 2024